# Luronium natans
Espèce
Statut de conservation UICN

 LC  : Préoccupation mineure
Luronium natans, le Flûteau nageant ou Alisma nageante, est une plante vivace, submergée et flottante de la famille des Alismataceae.

## Milieu de vie
Luronium natans vit dans des eaux douces, stagnantes et peu profondes (mares et étangs).

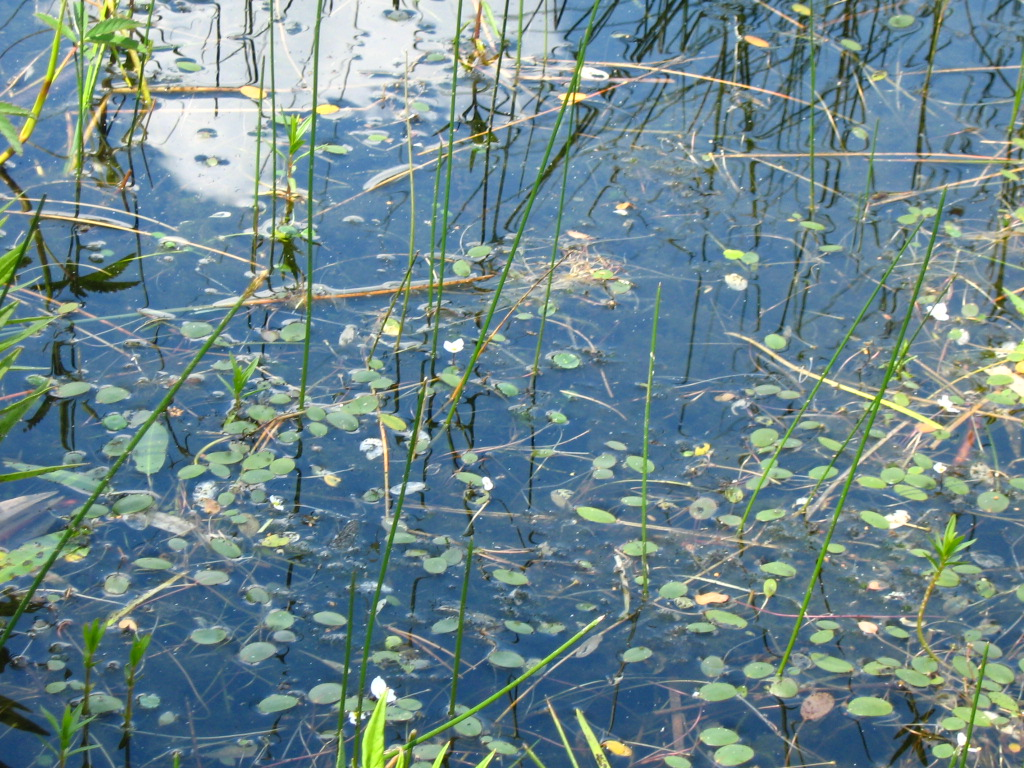
Flûteau nageant dans son habitat naturel

## Répartition géographique
On trouve Luronium natans en Europe occidentale, centrale et du nord, et notamment dans l'ouest et le centre de la France.

## Statut de protection
Cette espèce est inscrite sur la liste des espèces végétales protégées sur l'ensemble du territoire français métropolitain, en Annexe I.